# Stara synagoga w Cieszanowie
Stara synagoga w Cieszanowie – nieistniejąca synagoga znajdująca się w Cieszanowie w nieznanym miejscu.
Synagoga została zbudowana przypuszczalnie na początku XVII w., gdyż pierwsze informacje o niej pochodzą z 1629. Nie wiadomo czy przetrwała zajęcie miasta przez powstańców Chmielnickiego w 1649 r. Jeśli tak, to kolejna wzmianka o niej pochodzi z 1870 r. W przeciwnym razie wzmianka ta dotyczy odbudowanej synagogi. W 1889 w Cieszanowie powstała nowa synagoga. Jako że z późniejszych czasów brak informacji o starej synagodzie, można przypuszczać, że została rozebrana w związku z budową nowej i obecnie nie istnieje.